# Бхактибхушана Свами
Бхактибху́шана Сва́ми (IAST: Bhakti-bhūṣaṇa Svāmī, нем. Bhakti Bhushana Swami; домонашеское имя — Суча́ндра Да́с(а), IAST: Sucandra Dāsa, нем. Suchandra Das; имя при рождении — Штефан Кесс, нем. Stefan Kess; род. 19 июня 1947, Гамбург, Германия) — кришнаитский религиозный деятель и проповедник, с 1987 года — гуру и член Руководящего совета Международного общества сознания Кришны (ИСККОН). Курирует деятельность ИСККОН в ряде стран Латинской Америки.
Бхактибхушана Свами — один из первых немецких учеников основателя ИСККОН Бхактиведанты Свами Прабхупады. В 1970-е годы был одним из первых кришнаитский проповедников, развернувших подпольную миссионерскую деятельность в коммунистических странах Восточной Европы и СССР.

## Биография

### Ранние годы
Штефан Кесс родился 19 июня 1947 года в Гамбурге, в консервативной немецкой семье среднего класса. Его отец работал учителем в гимназии, а мать была домохозяйкой. В индуистском лунном календаре, день рождения Штефана выпал на гаудия-вайшнавский праздник Гундича-марджана.
Часть своего детства Штефан провёл в Чили. После окончания средней школы, Штефан оставил родительский дом и отправился путешествовать в поисках «альтернативной жизни». Он какое-то время жил в разных коммунах хиппи в Германии, а затем провёл несколько месяцев в Южной Америке. К этому времени Штефан серьёзно увлёкся буддизмом. Когда его призвали в армию, он отказался служить на том основании, что был буддистом. Подобно многим другим молодым людям своего поколения, Штефан экспериментировал с ЛСД и другими наркотиками, стремясь постичь некую «высшую реальность».
Попутешествовав по миру, Штефан вернулся в Гамбург, где устроился на хорошо оплачиваемую работу в полиграфическую компанию. Несмотря на благоприятное материальное положение, Штефан чувствовал неудовлетворённость и духовную пустоту, часто задумываясь над тем, что в жизни должна быть какая-то высшая цель. Он много читал, в основном книги по мистицизму и духовным темам. Изучая жизнь Иисуса Христа и Рамакришны, Штефан часто воображал себя на их месте. Однажды, прочитав книгу по дзэну, Штефан всю ночь бродил по городу со своим лучшим другом Оливером, ожидая получить какие-либо духовные реализации.
Центром контркультуры в те годы был Лондон. Летом 1968 года Штефан посетил британскую столицу, желая оказаться в центре событий и «увидеть всё своими собственными глазами». Он разочаровался в движении хиппи и вернулся в родной город. Вскоре по возвращении он впервые соприкоснулся с кришнаизмом, услышав запись мантры «Харе Кришна» в исполнении американского поэта-битника Аллена Гинзберга, лондонское выступление которого показали по немецкому телевидению.

### Знакомство с кришнаитами
Первым учеником Прабхупады, начавшим проповедовать кришнаизм в Германии, был американец немецкого происхождения Сэмьюэл Грир, присоединившийся к ИСККОН в 1967 году в Монреале и получивший санскритское духовное имя Шивананда Даса. Летом 1968 года он в одиночку начал миссионерскую деятельность в Западном Берлине, воспевая «Харе Кришна» у Гедехтнискирхе и распространяя кришнаитские листовки. Осенью ему на помощь Прабхупада послал ещё двух своих учеников: Кришнадасу и Уттамашлоку (последний был родом из Германии). В октябре 1968 года они решили, что проповедь в Западной Германии будет более успешной, чем в «закрытом» Западном Берлине, и перебрались в Гамбург. Через месяц им удалось арендовать небольшое помещение и открыть первый храм ИСККОН в Германии.
Ещё до открытия храма, осенним днём 1968 года, Штефан случайно встретил на улице Шивананду, который сидел на тротуаре и пел «Харе Кришна» под аккомпанемент каратал. Эта встреча произвела на него глубокое впечатление. Спустя короткое время, он снова повстречал Шивананду, распространявшего вместе с Кришнадасой кришнаитские памфлеты в толпе, пришедшей на рок-концерт. Штефану кришнаитские монахи показались искренними людьми, выделявшимися из окружавшей их «лицемерной толпы».
Штефан часто посещал гамбургский ночной клуб «Грюншпан», пользовавшийся огромной популярностью среди городских хиппи. В начале 1969 года, на входе в клуб он заметил рекламный кришнаитский плакат, на котором был изображён Кришна и приводились высказывания Аллена Гинзберга, Тимоти Лири и Прабхупады о воспевании мантры «Харе Кришна». Так как плакат приглашал всех желающих на вегетарианский ужин по воскресеньям, Штефан подумал, что речь шла о каком-то ресторане.
В это время Штефан перешёл жить в коммуну хиппи, располагавшуюся на первом этаже старого жилого дома в самом злачном квартале Гамбурга — Репербане. На других этажах здания жили проститутки, выстраивавшиеся по ночам вдоль улицы в ожидании клиентов. В коммуне имелся большой алтарь, на который хиппи помещали свои объекты поклонения. Среди множества фотографий гуру, йогинов и святых; свечей и изображений различных мистических символов, также была фотография Прабхупады. Вскоре членом коммуны стал юноша, часто говоривший о своей вере в Иисуса Христа. Выяснилось, что он был учеником Прабхупады по имени Уттамашлока. Он ушёл от своих собратьев-кришнаитов из-за расхождений во взглядах на духовную позицию Иисуса Христа. Штефана очень привлекла личность этого юноши, производившего впечатление человека «занимающегося чем-то очень серьёзным». Уттамашлока сильно отличался от других хиппи: он был строгим вегетарианцем, рано вставал и вёл себя очень сдержано с представителями противоположного пола.
Весной 1969 года Штефан по приглашению Уттамашлоки побывал на воскресном богослужении в маленьком гамбургском храме кришнаитов. Атмосфера храма показалась Штефану необычной и экзотичной. Особенно ему понравился вкус освящённой вегетарианской пищи (прасада) и запах индийских благовоний. Шивананда дал лекцию по «Бхагавад-гите», однако, ни Штефан, ни другие присутствовавшие не могли понять ломаный немецкий оратора. Однако, для юных хиппи это не составило большой проблемы: во время лекции они просто сидели в позе лотоса с закрытыми глазами, погружённые в звуки «слов мудрости», сходивших с уст Шивананды. Во время последовавшего за лекцией киртана Штефан и некоторые другие из гостей остались сидеть в медитативной позе, пытаясь сконцентрировавшись на «потоке трансцендентальных вибраций» мантры «Харе Кришна».
С этого времени Штефан начал регулярно приходить в храм по воскресеньям. Однако, отказаться от своей жизни хиппи и стать кришнаитом он был ещё не готов. В это время к кришнаитам присоединился один из лучших друзей Штефана, Оливер. Однажды, Штефан увидел как на входе в клуб «Грюншпан» Оливер пел вместе с другими кришнаитскими монахами. Шивананда подозвал Штефана, вручил ему пару каратал и попросил его спеть «Харе Кришна». Затем Штефан получил от кришнаитов мешочек с чётками для медитации и несколько журналов Back to Godhead на английском языке. Журналы очень понравились ему своим психоделическим стилем и иллюстрациями с изображением Кришны. После этого, Штефан начал регулярно повторять мантру «Харе Кришна» на чётках и помогать кришнаитам в храме. Первым его служением было приготовление большого числа чапати для воскресного праздника.
Штефан продолжал жить в коммуне хиппи и Шивананда периодически приходил туда проповедовать и угощать хиппи прасадом. К этому времени Штефан купил в храме пару маленьких каратал и часто, усевшись у открытого окна, играл на них и пел «Харе Кришна». Напрактиковавшись таким образом, Штефан начал в одиночку воспевать мантру в людных местах Гамбурга. Вскоре к нему присоединились другие хиппи. Их излюбленным местом для воспевания мантры был городской парк, где они могли наблюдать за воздействием «мистического звука» на отдыхавших людей и на плававших в пруду лебедей и уток.

### Проповедь в Дании
В июле 1969 года Уттамашлока уехал в Копенгаген. Штефан вскоре последовал за ним в сопровождении семейной пары, незадолго до того познакомившейся с кришнаитами. По прибытии в Данию, они поселились в коммуне хиппи, располагавшейся на заброшенной военной базе. Коммуна носила название «Христиания» и была домом для тысяч хиппи, которые называли её «местом гармонии». Подобно тому, как делал Шивананда в Гамбурге до него, Штефан просто «сел посреди Христиании, закрыл глаза и начал петь „Харе Кришна“». Впоследствии он вспоминал, что чувствовал сильное влечение к воспеванию мантры и что для него не было ничего более важного, чем «повторять эти мистические звуки». Проповедовать хиппи было трудно, так как «каждый из них жил в своём собственном мире». Вскоре друзья Штефана разъехались и он тоже решил вернуться в Гамбург.

### Начало монашеской жизни в гамбургском храме
По возвращении в Гамбург в августе 1969 года у Штефана произошёл конфликт с отцом, который не одобрял его образа жизни. В результате, Штефан собрал свои вещи и ушёл жить в храм к кришнаитам. При этом он оставил работу и отдал все свои сбережения храму. Деньги Штефан копил для того, чтобы отправиться в Индию и найти там гуру, но к тому времени он решил отказаться от попыток «достичь просветления в одиночку».
После принятия монашеского образа жизни, у Штефана всё ещё остались некоторые привязанности: он отказывался сбрить свои длинные волосы и носить дхоти (традиционную индийскую одежду). Жизнь в храме была очень бедной и аскетичной. На завтрак кришнаиты ели подсахаренную овсяную кашу, сваренную на воде. Получаемых денежных пожертвований не хватало на поддержание храма и вскоре Штефана попросили устроиться на работу, что тот и сделал, восприняв это как аскезу, необходимую для поддержания храма и для подготовки к давно ожидаемому событию — визиту Прабхупады.

### Визит Прабхупады и принятие духовного посвящения
Прабхупада прибыл в Гамбург из Америки рано утром 25 августа 1969 года. Это был его первый визит в Европу. Штефан и другие кришнаиты расстелили в аэропорту ковёр и усевшись, пели «Харе Кришна», приветствуя таким образом своего гуру. Прабхупада, одетый в яркие шёлковые одежды шафранового цвета, показался Штефану «сияющим и аристократичным».
По прибытии в отель выяснилось, что сломался диктофон Прабхупады, на который тот ежедневно диктовал свою новую книгу «Источник вечного наслаждения», описывающую жизнь и деяния Кришны. Штефан вызвался помочь и уговорил своего отца одолжить на время имевшийся у того магнитофон. Объяснив, как пользоваться новым магнитофоном, Штефан спросил у Прабхупады, может ли тот дать ему духовное посвящение, на что бенгальский гуру ответил одобрительным кивком головы. Вечером Штефан вместе с другими кришнаитами втиснулся в номер Прабхупады, где тот спел вайшнавские бхаджаны и дал короткую лекцию.
Прабхупада остался в Гамбурге в период с 25 августа по 11 сентября. Штефан был очень впечатлён общением с бенгальским гуру и пришёл к убеждению, что тот был истинным духовным учителем. Утром 3 сентября, в день явления Кришны «Кришна-джанмаштами», Прабхупада провёл церемонию посвящения в ученики. Вместе со Штефаном он инициировал его друга Оливера и молодую пару, совсем недавно начавшую посещать храм.
Согласно традиции, до начала ритуала Штефан должен был дать Прабхупаде чётки, чтобы тот прочитал на них один круг мантры «Харе Кришна». Однако, чётки запутались и Штефан долгое время не мог их распутать. Сурово взглянув на своего ученика, Прабхупада сделал лаконичный комментарий — «это майя». После начала церемонии, Прабхупада был удивлён, заметив, что Штефан пришёл на инициацию с длинными волосами. Он показал на картину Панча-таттвы на алтаре и сказал, что нужно либо ходить с бритой головой, либо вообще не стричь волосы. В ходе церемонии, Штефан получил новое санскритское имя «Сучандра Даса», его друг Оливер — «Васудева Даса», а молодая пара — «Вишванатха Даса» и «Кунти Деви Даси». Однако, спустя всего несколько недель, Вишванатха и Кунти потеряли интерес к «сознанию Кришны» и перестали общаться с кришнаитами.
Во время церемонии инициации, Прабхупада дал лекцию, в ходе которой рассказал что Движение сознания Кришны предназначено для того, чтобы очистить людей от «осквернённого состояния материального существования». Джива по своей природе является чистой и неотъемлемой частичкой Бога, но находясь в осквернённой среде, забыла о своих вечных отношениях с Ним. Во время инициации духовный учитель принимает ученика, чтобы постепенно возвысить его до духовно чистого состояния, в котором тот сможет осознать себя и Бога. Только очистившись, можно попасть в царство Бога, на планету, на которой вечно обитает Кришна. Постоянно находясь в контакте с духовной вибрацией мантры «Харе Кришна», человек освобождается от всей материальной скверны и поддерживает себя в чистом состоянии. В завершении лекции Прабхупада заявил, что ради Кришны, он пытается распространить это знание по всему миру. Удачливые люди могут его принять и получить от этого благо. Это личный выбор каждого. Каждая индивидуальная душа независима и имеет свободу выбора. Прабхупада говорил с сильным акцентом и Штефану было трудно понять лекцию. Однако, гуру показался ему такой «серьёзной и уникальной личностью», что просто смотря на него было легко принять всё, что он говорил.
На следующий день был день рождения Прабхупады. Ученики, по традиции, должны были прославить своего духовного учителя. Говорить в присутствии своего гуру Штефану было трудно, так как он очень волновался. Плохо зная английский, Штефан произнёс своё подношение на немецком. Эмоции настолько переполнили Штефана, что он заплакал. Позднее он вспоминал: «Всё, что я сказал, было сентиментальным. В отношении философских реализаций мы были совсем зелёными, но эмоциональный контент был очень сильным».

### Участие в концертном туре группы Radha Krishna Temple
После получения инициации, Сучандра начал постепенно адаптироваться к жизни кришнаитского монаха. В конце сентября 1969 года было найдено более просторное помещение для гамбургского храма. Сучандра и другие монахи перешли туда жить в начале ноября. Тем временем кришнаиты лондонского храма вместе с Джорджем Харрисоном сформировали музыкальный ансамбль Radha Krishna Temple и записали сингл «Hare Krishna Mantra». Изданный битловским лейблом Apple Records, сингл поднялся до 12-й позиции в британских чартах и до 3-го места в хит-параде ФРГ. В результате, ансамбль получил приглашение провести в конце ноября недельный концертный тур по Германии. Одним из членов группы был Тамала Кришна, который, по поручению Прабхупады, по прибытии в Гамбург установил в новом храме божества Радхи-Кришны.
Выступив в известном гамбургском клубе Star Club (в котором в начале своей карьеры пели The Beatles) ансамбль отправился в Киль, где кришнаитов пригласили выступить в одном из ночных клубов города. Сучандра сопровождал ансамбль во время концертного тура. Один из участников музыкального коллектива, Мукунда Госвами, вспоминает, что в клубе их представили как единственную группу, которая должна была играть в тот вечер. Толпа из почти двух тысяч молодых людей ожидала двух-трёхчасового концерта, но кроме мантры «Харе Кришна», кришнаиты знали всего две или три песни. Когда клуб до отказа наполнился шумливыми, подвыпившими и обкуренными молодыми людьми, кришнаиты начали опасаться, что толпа может перейти к насилию.
На помощь пришёл Сучандра, которого участники ансамбля попросили обратиться к толпе и разъяснить ситуацию. После того, как все утихли, Сучандра сказал: «Харе Кришна! Добрый вечер всем! Извините, что у нас нет микрофона. Если сказать честно, нет у нас и репертуара из многих песен. И вообще, мы здесь не для того, чтобы давать шоу. У нас есть что-то, чем мы хотим с вами поделиться. Поэтому ваше участие очень важно. Пожалуйста, повторяйте за мной: Харе!» Поначалу, толпа ответила вяло, но когда он сказал «Кришна!», все с энтузиазмом в унисон ответили «Кришна!» Таким образом, Сучандра научил их мантре. Затем он попросил всех петь «Харе Кришна», выбрав для этого простую мелодию, которой все могли следовать.
По мере того, как киртан нарастал, толпа всё больше и больше приходила в экстаз. По прошествии нескольких минут кришнаиты начали танцевать и весь зал последовал их примеру, пустившись в пляс с поднятыми вверх руками. Через 20 минут киртан достиг апогея и остановился. Согласно традиции, кришнаиты опустились на пол в поклоне и закричали «Джай!». Воодушевлённые молодые люди последовали их примеру и тоже упали ниц, закричав «Джай!». Поднявшись на ноги, толпа начала ритмично кричать «Zu-ga-be! Zu-ga-be! Zu-ga-be!», требуя анкора. Кришнаиты опять начали киртан, продолжавшийся около получаса. Когда они хотели было закончить, толпа потребовала продолжить. Тогда кришнаиты сошли со сцены и смешавшись с толпой, продолжили петь и танцевать. Мукунда Госвами вспоминает:
Оказавшись посреди танцевавшей вокруг нас толпы, мы выстроились в два ряда и начали прыгать и плясать взад-вперёд. Затем, мы пустились в пляс по кругу и все последовали за нами. Периодически, кто-то из толпы брал в руки одну из мриданг и начинал играть на ней. Толпа пришла в исступление. Молодые люди хватали нас за руки и плечи и прыгали вверх-вниз как умалишённые. Все присутствовавшие впали почти в истерическое состояние. Мы почувствовали, что ситуация вышла из под контроля. Сдержать их мог только киртан. Мы начали играть громче и быстрее: иначе, кто знает, чего можно было ожидать от них? Мы били в барабаны с такой силой, что из наших рук пошла кровь, которая забрызгала всё вокруг: мриданги, наши дхоти, пол, одежду людей. Но им было всё равно. Нам было тоже всё равно, и было похоже, что им это нравилось. Мы все пребывали в экстазе воспевания и время для нас остановилось. Киртан продолжался почти три часа, и хотя мы были в полнейшем изнеможении, мы не знали, как остановиться. Тогда кто-то из нас увидел на сцене проигрыватель и усилитель. Мы прекратили киртан и поставили играть нашу пластинку с записью мантры «Харе Кришна». Звук мы увеличили до максимума, пока он не стал оглушающим. Нашей публике, однако, это пришлось по душе. Они были счастливы, что киртан тем или иным образом продолжался. Из-за кулис мы наблюдали, как все, уже без нашего участия, пели и плясали. Когда пластинка перестала играть, все упали на пол в поклоне. Мы вернулись на сцену и толпа встретила нас аплодисментами, продолжавшимися в течение нескольких минут. Сучандра поблагодарил всех и когда мы собирались было сойти со сцены, толпа опять начала скандировать «Zu-ga-be! Zu-ga-be!» Мы снова поставили играть пластинку. В нашем изнеможённом состоянии, провести ещё один киртан не представлялось возможным. Попев в последний раз, многие из молодых людей взобрались на сцену и попросили у нас автографы. Некоторые даже предложили нам открыть в городе храм.

### Переписка с Прабхупадой
3 декабря 1969 года Сучандра написал Прабхупаде своё первое письмо, в котором спросил своего гуру о роли Иисуса Христа. Прабхупада ответил, что следовать Иисусу Христу означает посвятить свою жизнь проповеди сознания Бога в этом безбожном мире. Иисус Христос явил себя как сын божий, а Кришна — как Сам Бог, верховный отец всех живых существ. Следовательно, если посвятить свою жизнь служению верховному отцу Кришне, то Иисус Христос будет доволен. В продолжении Прабхупада писал, что в современном мире кришнаиты проповедуют в просвещённом обществе. У представляемой ими традиции имеется в наличии неисчерпаемая сокровищница философских и научных знаний, способных убедить людей в существовании Бога. В завершении Прабхупада написал, что если Сучандра действительно хочет следовать по стопам Иисуса Христа, то он должен воспользоваться великой философией, лежащей в основе ИСККОН, и посвятить свою жизнь проповеди сознания Бога.

### Миссионерская деятельность в Гамбурге и Берлине
Бхактибхушана Свами вспоминает, что в то время среди кришнаитов царил дух энтузиазма и самопожертвования. Они мечтали изменить мир и произвести в обществе духовную революцию. Однако, жизнь в гамбургском храме была крайне аскетичной. Всю зиму не было отопления и горячей воды. Несмотря на суровые погодные условия, Сучандра вместе с другими кришнаитами по шесть часов в день занимался на улицах Гамбурга санкиртаной, воспевая мантру «Харе Кришна» раздавая прохожим в обмен на денежные пожертвования журнал Back to Godhead на немецком языке. Одно время для проведения санкиртаны кришнаиты облюбовали себе место на перекрёстке двух улиц, прямо перед зданием банка. Бхактибхушана Свами вспоминает:
Сидя или стоя, мы пели там каждый день. Через какое-то время, людям, работавшим в банке, мы надоели и они позвали полицию. Полиция запретила нам играть на музыкальных инструментах. Мы повиновались и продолжили петь, хлопая в ладоши. Тогда они сказали, что мы не должны хлопать в ладоши. Мы перестали хлопать, но продолжили петь. Когда они запретили нам петь, мы взялись за наши чётки и выстроившись в ряд, начали читать мантру на чётках. Тогда полиция объявила, что мы не можем находиться всё время на одном и том же месте и мы начали ходить взад и вперёд по улице. В конце концов нас арестовали и отвели в участок. Они пытались остановить нас самыми разными способами, но законов, запрещавших санкиртану, не существовало. Мы не укладывались ни в какую категорию.
Прожив в гамбургском храме более года, в сентябре 1970 года Сучандра вместе с двумя другими кришнаитами (Шиванандой и Гуннаром) отправился в Берлин с намерением открыть там храм. Прабхупада был очень доволен тем, что его ученики снова начали проповедовать в одном из крупнейших городов Европы. В любую погоду, Сучандра и двое его собратьев по вере проводили по многу часов в день у Гедехтнискирхе, занимаясь санкиртаной. Вскоре кришнаитам удалось арендовать помещение бывшего офиса и переоборудовать его под храм.

### Миссионерская деятельность в Мюнхене
Вдохновившись успехом проповеди в Берлине, Сучандра решил двинуться на юг и основать храм в Мюнхене. Однако, тогдашний лидер кришнаитов в Германии, Хамсадутта, сообщил ему, что Прабхупада хочет, чтобы храмы основывали и возглавляли семейные люди. Сучандру это не остановило и спустя короткое время он женился на своей духовной сестре из Англии по имени Бхушакти, познакомившись с ней лично всего за день до свадьбы. В конце лета 1971 года Сучандра вместе с женой вернулся в Гамбург, где, для поддержания семьи, устроился на работу. Часть своего заработка он отдавал храму, который продолжал испытывать финансовые трудности.
У Сучандры было сильное желание проповедовать и мирская работа очень скоро разочаровала его. К тому же, он был единственным кришнаитом в Гамбурге, вынужденным работать. 10 сентября 1971 года он написал Прабхупаде письмо, в котором попросил у своего гуру разрешения оставить свою (к тому времени беременную) жену на попечение храма и уехать проповедовать в Мюнхен. Прабхупада не одобрил его идею, написав в ответном письме:
Твой долг заключается в том, чтобы заботиться о своей жене. ... Ты не можешь вести себя безответственно по отношению к своей жене и ребёнку. Это недопустимо. Однако, если ты можешь вместе со своей женой поехать в Мюнхен и открыть там храм, то тогда у меня нет никаких возражений.
К этому времени Сучандра познакомился с юношей, который жил в мюнхенской коммуне хиппи. По его приглашению, Сучандра и Бхушакти отправились в Мюнхен и поселились в коммуне, располагавшейся в двухэтажном доме на окраине города. Сучандра каждый день одевал дхоти, ставил на лбу вайшнавскую тилаку и проводил киртан, после которого раздавал присутствующим прасад, состоявший из порезанных на дольки яблок. Поначалу, программа пользовалась успехом среди членов коммуны, но вскоре интерес хиппи заметно спал.
Помимо этого, Сучандра и Бхушакти вместе ежедневно проводили харинаму в центре города. Расстелив соломенный матрас на тротуаре, Сучандра по несколько часов подряд пел мантру «Харе Кришна» под аккомпанемент маленьких каратал. Рядом Сучандра вешал плакат с изображением Прабхупады, ставил чашку для пожертвований и табличку, на которой было написано: «Я ученик Его Божественной Милости А. Ч. Бхактиведанты Свами Прабхупады. Я пришёл в ваш город для того, чтобы открыть храм Радхи-Кришны. Пожалуйста, помогите мне». Периодически, Сучандра давал краткую лекцию о гаудия-вайшнавизме и приглашал слушателей посетить коммуну. Впоследствии он вспоминал:
Люди приходили ко мне в коммуну. Некоторые из них были хорошо одеты, в костюмах и с галстуками, с портфелями в руках. При виде всех этих посетителей в своей коммуне, её члены забеспокоились. Меня перевели жить в тёмный подвал, со стенами, покрашенными в чёрный цвет и красной лампочкой. Я понял, что пришло время изменить обстановку.
В это время Сучандру и Бхушакти представили молодой семейной паре, которая пригласила их пожить у себя дома на Nymphenburger Straße в центральной части Мюнхена. Сучандра устраивал на дому у новых знакомых кришнаитские богослужения, готовил и раздавал приходившим гостям прасад. В декабре 1970 года Сучандра заметил, что в здании напротив сдавалось в аренду помещение бывшего магазина. Сочтя его подходящим для храма, он арендовал его и открыл там первый кришнаитский храм в Южной Германии.
Помещение располагалось в старом здании и представляло собой длинную комнату с туалетом в конце. Сучандра разделил его перегородками на три части: алтарную комнату, кухню и комнату для своей жены. На витрине он поставил два экземпляра «Ишопанишад» в переводе и с комментариями Прабхупады (в то время, это была единственная кришнаитская книга на немецком языке). Одну книгу он поместил обложкой к стеклу, а другую открыл, чтобы интересующиеся могли прочитать стих и комментарий Прабхупады. Многие прохожие действительно останавливались и с любопытством смотрели на обложку книги, на которой был изображён четырёхрукий Вишну со змеем Шешей над головой. Вскоре в Мюнхен с группой кришнаитов приехал Хамсадутта и научил Сучандру и его жену продавать публике кришнаитские книги и журналы. С тех пор, основной миссионерской деятельностью Сучандры наряду с харинамой стало распространение кришнаитской литературы.
В апреле 1972 года у Сучандры и Бхушакти родилась дочь, которую они назвали Вишакха. 17 апреля Сучандра написал Прабхупаде письмо, в котором рассказал о прогрессе своей миссионерской деятельности в Мюнхене. В ответном письме Прабхупада заверил своего ученика в том, что если тот продолжит с энтузиазмом проповедовать, то Кришна непременно поможет ему.
Однажды, во время санкиртаны, Сучандра встретил на улице известного протестантского сектоведа, пастора Вильгельма Ф. Хаака. Не осознавая, кто был перед ним, Сучандра пригласил пастора посетить храм. Хаак, горя желанием внедриться в ряды «кришнаитской секты», проявил живой интерес и вскоре стал активным прихожанином. Сучандра давал «агенту-сектоведу» простое служение, типичное для новообращённых кришнаитов: подметание и мытьё полов, мойка кастрюль на кухне и т. п. Желая раздобыть какие-либо скандальные факты о внутренней жизни «секты», Хаак с готовностью выполнял всю порученную ему работу. Спустя несколько лет Хаак выпустил получившую широкую известность книгу «Молодёжные религии», в которой упомянул также и «президента мюнхенского храма» Сучандру. Хаак описал его как одного из первых двух учеников Прабхупады в Германии, «Штефана из Репербана» (также известного под именем «Сучандра Дас Адхикари»), который служил президентом мюнхенского храма и «приобрёл дурную репутацию, похитив свою дочь».

### Паломничества в Индию. Реттерсхоф.
В феврале 1974 года было напечатано первое издание «Бхагавад-гиты как она есть» на немецком языке. Желая лично показать книгу Прабхупаде, Хамсадутта, Сучандра и лидеры трёх других храмов ИСККОН в Германии отправились на первый фестиваль Гаура-пурнимы в Маяпуре, Западная Бенгалия. Там они лично встретились с Прабхупадой и представили ему экземпляр немецкой «Бхагавад-гиты».
В 1974 году, после двух лет совместной жизни, жена Сучандры, устав от аскетичной и самоотверженной жизни кришнаитов, оставила своего мужа и ИСККОН, забрав с собой дочь Вишакху. В том же году Хамсадутта централизовал ИСККОН в Германии, закрыв все храмы в крупных немецких городах и переселив всех кришнаитов в арендованный замок Реттерсхоф, находившийся в 20 минутах езды от Франкфурта. Сучандра после развода с женой вернулся к монашеской жизни. Он закрыл мюнхенский храм и перешёл в Реттерсхоф, где сначала исполнял обязанности главы департамента по обучению новых монахов, а затем — финансового менеджера.
В 1975 году Сучандра совершил своё второе путешествие в Индию. Хамсадутта послал его туда с целью приобрести статуи божеств Радхи-Кришны для Реттерсхофа. Следуя наставлениям Хамсадутты, который наказал купить «самые большие божества, которые только можно найти», Сучандра приобрёл в Джайпуре две двухметровые статуи Радхи и Кришны. Они были настолько тяжёлыми, что для того, чтобы поднять их с земли, требовалась сила 12 человек. В Реттерсхофе божества так и не были установлены. Хамсадутта впоследствии отослал их в Калифорнию и поклонялся им у себя дома.

### Полицейская облава (1974)

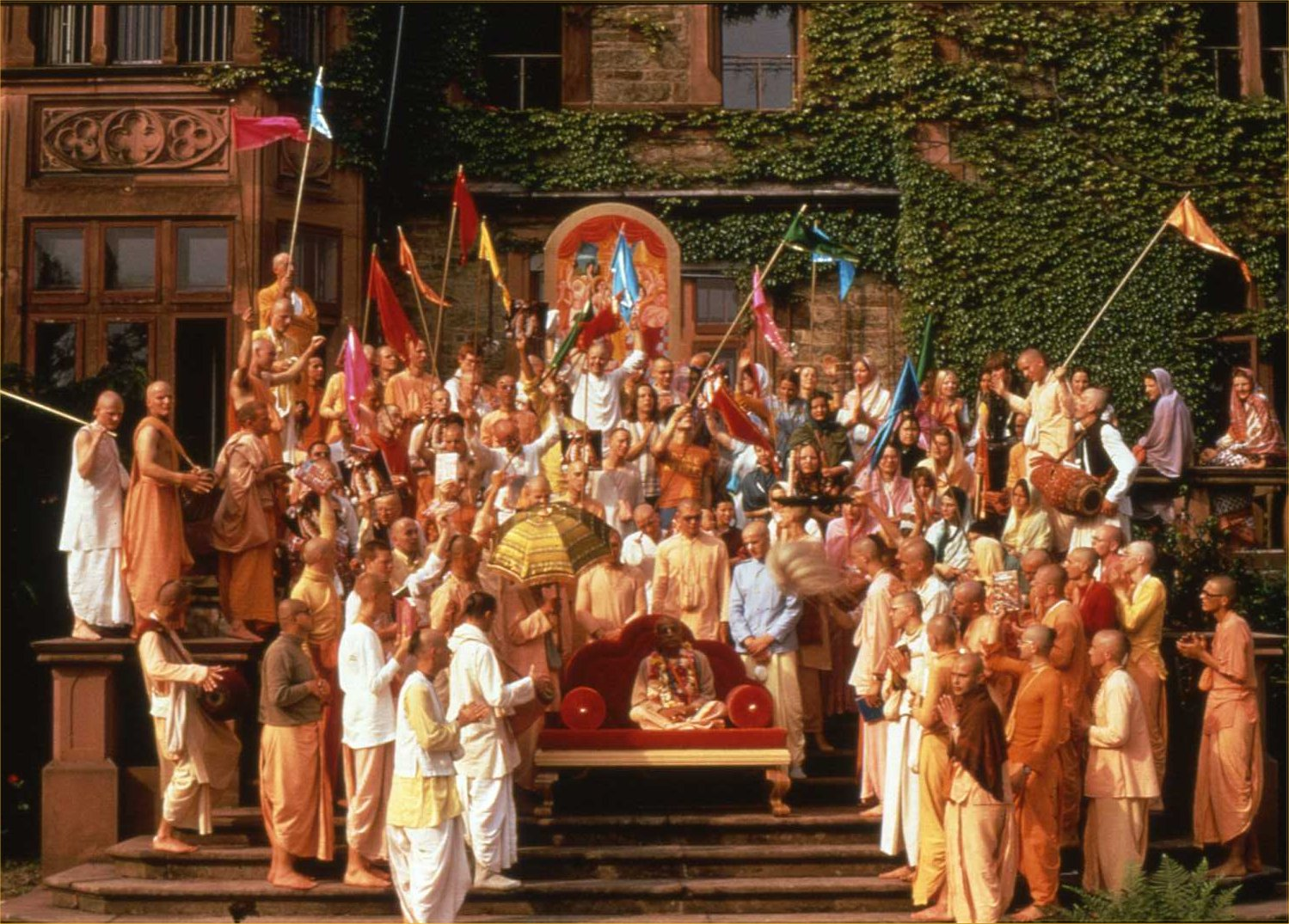
Бхактиведанта Свами Прабхупада в окружении своих учеников у главного входа в замок Реттерсхоф (1974 год)

Сучандра, не желая оставлять свою дочь Вишакху со своей бывшей женой Бхушакти, забрал у неё девочку и отвёз её в кришнаитский храм в Копенгагене, поручив ребёнка заботам своих братьев по вере. Бхушакти обратилась в полицию, заявив, что Сучандра похитил ребёнка. К тому времени, германская полиция уже несколько месяцев следила за кришнаитами. Интерес немецких властей к ИСККОН проснулся из-за часто поступавших жалоб на молодых кришнаитских монахов, активно занимавшихся на улицах немецких городов сбором пожертвований для «голодающих детей Индии».
Ранним воскресным утром 15 декабря 1974 года 60 полицейских во главе с государственным обвинителем нагрянули в Реттерсхоф, застав Сучандру и других кришнаитов за завтраком. Полиция обыскала замок и задержала 72 человека — всех последователей Кришны, находившихся на тот момент в Реттерсхофе. Как сообщил журнал Der Spiegel, «похищенного» ребёнка полиция не нашла, но зато обнаружила небольшой арсенал нелегального оружия и 51 000 немецких марок наличными. Местонахождение Вишакхи полиции удалось установить спустя несколько дней. Задержанных кришнаитов посадили в полицейские фургоны и отвезли во Франкфурт. Там их сфотографировали, сняли с них отпечатки пальцев, допросили, предъявили им обвинения и отпустили на свободу.
После этого, в течение нескольких месяцев в немецких СМИ регулярно циркулировали негативные новости о кришнаитах, в которых ученики заморского гуру обвинялись в мошенничестве, похищении детей и нелегальном хранении огнестрельного оружия. Как правило, СМИ описывали кришнаитов как преступников, обманным путём собирающих денежные пожертвования с немецких домохозяек и отсылающих огромные суммы не голодающим индийским детям, а своему гуру в США. В качестве примера похищения кришнаитами детей журналисты приводили историю о том, как Сучандра «похитил» свою дочь у оставившей ряды «секты» бывшей жены.

### Миссионерская деятельность в коммунистических странах Восточной Европы и СССР
Во второй половине 1970-х годов, Сучандра много путешествовал, проповедуя гаудия-вайшнавизм сначала в Скандинавии и Нидерландах, а затем (вместе с Харикешей Свами) в коммунистических странах Восточной Европы. Харикеша впервые приехал в Реттерсхоф в апреле 1976 года, после того, как Прабхупада отослал его проповедовать за «железным занавесом».
Харикеша нашёл немецких кришнаитов в подавленном состоянии духа. Сучандра в то время был финансовым менеджером Реттерсхофа и Харикеша попросил у него денег на покупку автофургона для проведения санкиртаны в Восточной Европе. Поначалу, Сучандра не хотел помогать проекту внезапно объявившегося в Германии американского санньясина, но вскоре Харикеша убедил его не только выделить необходимую сумму, но и самому присоединиться к проповеднической миссии за «железным занавесом».
Сначала Харикеша и Сучандра занялись миссионерской деятельностью в ГДР, Венгрии и Югославии, а затем — в Польше, Чехословакии и СССР. Подпольно, они проводили собрания с верующими, контрабандой ввозили на территорию этих стран книги Прабхупады. Свою «подрывную» деятельность они осуществляли в глубочайшем секрете, постоянно скрываясь от охотившихся на них агентов спецслужб. Бхактибхушана Свами вспоминает:
Для того, чтобы контрабандой ввозить книги в Восточную Германию, мы разработали специальный план. Границу с ГДР мы пересекали на двух одинаковых автофургонах. Один из нас имел транзитную визу в Западный Берлин, а другой — обыкновенную визу в страну. Автофургон с транзитной визой не проверяли и сразу пропускали в Западный Берлин по транзитной автомагистрали. Автофургон, направлявшийся в ГДР, напротив, тщательно обыскивали. Транзитный автофургон мы заполняли книгами, а другой оставляли пустым. На автостраде мы встречались на зоне отдыха и перекладывали книги из одного автофургона в другой. Единственная проблема заключалась в том, что зоны отдыха тщательно патрулировала полиция. Всякий раз при появлении полицейской машины, один из нас делал вид, что готовится испражняться в их направлении. Будучи людьми воспитанными, полицейские, проезжая мимо, отворачивались. [...] Трюк этот работал безотказно.
В октябре 1976 года Сучандра и Харикеша стали первыми кришнаитами, начавшими проповедовать на территории Югославии. Там их ожидал тёплый приём: люди с энтузиазмом участвовали в киртанах и принимали прасад. Когда Харикеша доложил об этом Прабхупаде, тот остался очень доволен. В ответном письме, Прабхупада сообщил Харикеше, что даже небольшой успех проповеди в коммунистических странах вдохновлял его в 100 раз больше, чем проповедь в любом другом месте. Прабхупада заверил своих учеников, что если те дадут жителям коммунистических стран шанс воспевать мантру «Харе Кришна», то положительные результаты не заставят себя долго ждать.

### Суд над Сучандрой и другими лидерами кришнаитов в Германии (1977)
К концу 1977 года закончилось следствие по делу ИСККОН и 2 декабря во Франкфурте начался суд, перед которым предстало 14 кришнаитов, из числа которых Сучандра, Хамсадутта и ещё три кришнаитских лидера были названы основными обвиняемыми. В здание суда кришнаиты пришли в монашеских одеждах, играя на караталах и мридангах, танцуя и воспевая «Харе Кришна».
Основным обвинением против ИСККОН был сбор денежных пожертвований обманным путём. Государственный обвинитель Ханс Г. Шомберг заявил, что в период с мая по сентябрь 1974 года кришнаиты собрали пожертвований на сумму в 2,4 млн немецких марок (приблизительно 5 млн современных долларов США). Кришнаиты говорили людям, что деньги предназначались для голодающих детей в Индии и Бангладеш. Однако, только очень незначительная часть этих средств ушла по назначению.
Шомберг представил суду 136 свидетелей обвинения, а кришнаиты — 30 свидетелей защиты. На суде, Сучандра рассказал, что часть собранных пожертвований пошла на приобретение парка автофургонов для санкиртаны и публикацию миллионными тиражами кришнаитской литературы. В результате, Сучандра, Хамсадутта и Чакраварти (вице-президент ИСККОН в ФРГ) были приговорены к выплате крупных штрафов за нарушение законов о сборе благотворительных пожертвований. По всем другим пунктам обвинения лидеры кришнаитов были оправданы.

### Миссионерская деятельность в Латинской Америке и принятие отречения
Так как Сучандра знал испанский язык, в 1981 году Харикеша Свами послал его проповедовать в Аргентину, назначив его региональным секретарём (вице-президентом) ИСККОН в этой стране. В то время в Аргентине царила военная диктатура и ИСККОН официально был запрещён, из-за чего Сучандра вынужден был заниматься миссионерской деятельностью подпольно. Под его руководством в стране были открыты первые храмы ИСККОН. Власти активно преследовали кришнаитов: полиция нападала на места собраний верующих, конфисковывала и уничтожала кришнаитскую литературу.
В 1982 году Сучандра принял от Харикеши Свами посвящение в санньясу (отречённый образ жизни в индуизме), получив при этом монашеское имя «Бхактибхушана» и титул «свами». О том, что руководство ИСККОН приняло решение дать ему санньясу, Сучандра узнал всего за несколько дней до само́й церемонии. Духовные братья Сучандры, видя, что он живёт как санньясин и занимает ответственные посты в ИСККОН, решили, что принятие отречения поможет ему в его духовной жизни.
В 1983 году диктатура в Аргентине была свергнута и в 1988 году ИСККОН получил полную свободу осуществлять миссионерскую деятельность.
Кришнаиты начали регулярно публиковать и распространять религиозный журнал «Atma-Tattva» и открыли в Буэнос-Айресе первый кришнаитский вегетарианский ресторан.

### Деятельность в Руководящем совете ИСККОН
В 1987 году Бхактибхушана Свами был избран членом Руководящего совета, который поручил ему руководить ИСККОН в Аргентине, Парагвае, Уругвае и Чили. В том же году он стал инициирующим гуру ИСККОН и начал принимать учеников. В 1995 году Руководящий совет поручил Бхактибхушане Свами взять на себя лидерство ИСККОН в Бразилии. Однако, в том же году, по причине ухудшившегося здоровья, Бхактибхушана Свами вынужден был возвратиться в Германию и приостановить исполнение своих обязанностей в Руководящем совете. В 2003 году он снова приступил к работе в Руководящем совете, возглавив ИСККОН в Парагвае. С 2004 года, вместе с Гурупрасадой Свами он также руководит ИСККОН в Венесуэле, Белизе, Коста-Рике, Сальвадоре, Гватемале, Гондурасе, Никарагуа, Панаме и Колумбии.
С середины 1990-х годов Бхактибхушана Свами постоянно путешествует между Латинской Америкой и Германией. Он проповедует в храмах ИСККОН и посещает кришнаитов и просто интересующихся людей на дому, вдохновляя их на их духовном пути.